# Gordon Cowans
Gordon Sidney Cowans (født 27. oktober 1958 i West Cornforth, England) er en tidligere engelsk fodboldspiller, der spillede som midtbanespiller. Han var på klubplan primært tilknyttet Aston Villa, som han spillede for i sammenlagt tolv sæsoner og over 400 ligakampe. Her var han blandt andet med til at vinde det engelske mesterskab i 1981 og Mesterholdenes Europa Cup året efter. 
Cowans havde desuden ophold i en lang række andre klubber, blandt andet, Blackburn Rovers, Derby County og Wolverhampton.
Cowans blev desuden noteret for ti kampe og to scoringer for Englands landshold. Hans to mål blev scoret i opgør mod henholdsvis Skotland og Egypten.

## Titler
Engelsk 1. Division
- 1981 med Aston Villa

Football League Cup
- 1977 med Aston Villa

Mesterholdenes Europa Cup
- 1982 med Aston Villa

UEFA Super Cup
- 1982 med Aston Villa